# Stelle-Wittenwurth
Stelle-Wittenwurth er to landsbyer og en kommune i det nordlige Tyskland, beliggende i Amt Kirchspielslandgemeinde Heider Umland i den centrale del af Kreis Dithmarschen. Kreis Dithmarschen ligger i den sydvestlige del af delstaten Slesvig-Holsten.

## Geografi
Landsbyen Stelle er beliggende på en lille kun ti meter høj gestø mellem Weddingstedter gest og sandklitterne, der strækker sig mellem nabobyen Wittenwurth og Dahrenwurth.